# 魯德卡河 (日萬奇克河支流)
魯德卡河（烏克蘭語：Рудка），是烏克蘭西部的河流，屬於日萬奇克河的右支流。該河流經赫梅利尼茨基州的卡緬涅茨-波多利斯基區，河道全長10公里，流域面積17平方公里。